# ماونت هوپ، شهرستان لاورنس، آلاباما
ماونت هوپ (به انگلیسی: Mount Hope) یک منطقهٔ مسکونی در ایالات متحده آمریکا است که در شهرستان لارنس، آلاباما واقع شده‌است. ماونت هوپ ۱۹۵٫۰۷ متر بالاتر از سطح دریا واقع شده‌است.